# Phylé (dème)
Pour les articles homonymes, voir Phylé.
Phylé (grec moderne : Δήμος Φυλής , Dhimos Fylís) est un dème (municipalité) de la périphérie de l'Attique, dans le district régional d'Attique de l'Ouest, en Grèce. 
Il tient son nom d'un dème de l'Athènes antique, siège d'une importante forteresse gardant la frontière avec la Béotie.
Un dème de Phylé avait déjà existé (avec une organisation différente) de 1840 à 1912, et à partir de 1990.

## Histoire
Il a été créé dans le cadre du programme Kallikratis (2010) par la fusion des anciens dèmes de Zéphýri (en), Phylé (el) et Áno Liósia, devenus des districts municipaux.
Son siège est la localité d'Áno Liósia.

## Districts municipaux

### Áno Liósia (Άνω Λιόσια)
La localité compte 26 423 habitants (recensement de la population de 2001).

### Phylé (Φυλή)
La localité compte 2 947 habitants (2001). Elle s'appelait Chassiá (Χασιά) jusqu'en 1915.

### Zéphyri (Το Ζεφύρι)
La localité compte 8 860 habitants (2001).

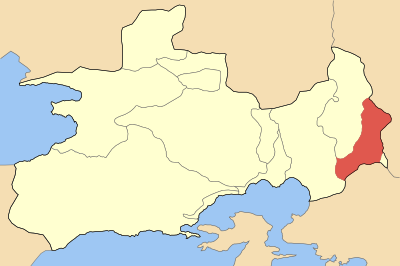
District municipal d'Áno Liósia
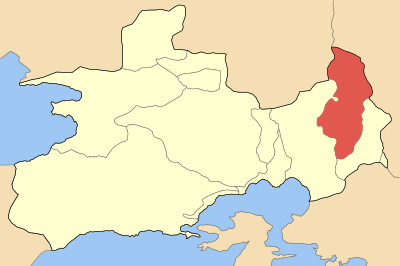
District municipal de Phylé
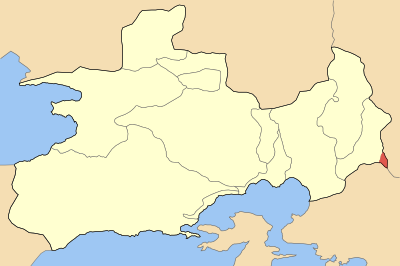
District municipal de Zéphyri